# Gymnosporia wightiana
Gymnosporia wightiana är en benvedsväxtart som först beskrevs av Babu, och fick sitt nu gällande namn av Rolla Seshagiri Rao. Gymnosporia wightiana ingår i släktet Gymnosporia och familjen Celastraceae. Inga underarter finns listade.